# Phreatia iridifolia
Phreatia iridifolia är en orkidéart som beskrevs av Rudolf Schlechter. Phreatia iridifolia ingår i släktet Phreatia och familjen orkidéer. Inga underarter finns listade i Catalogue of Life.